# داني كوين (لاعب كرة قدم)
داني كوين (بالإنجليزية: Danny Coyne)‏ هو لاعب كرة قدم بريطاني، ولد في 27 أغسطس 1973 في Prestatyn ‏ في المملكة المتحدة. شارك مع منتخب ويلز تحت 21 سنة لكرة القدم ومنتخب ويلز لكرة القدم. أما مع النوادي، فقد لعب مع شروزبري تاون وشيفيلد يونايتد وغريمسبي تاون وليستر سيتي ونادي بيرنلي ونادي ترانمير روفرز لكرة القدم ونادي ميدلزبره.

## وصلات خارجية
- داني كوين على موقع الاتحاد الدولي (مؤرشف)  (الإنجليزية)
- داني كوين على موقع قاعدة بيانات كرة القدم.إي يو (الإنجليزية)
- داني كوين على موقع ناشيونال فوتبول تيمز (الإنجليزية)
- داني كوين على موقع Soccerbase.com (لاعب) (الإنجليزية)
- داني كوين على موقع عالم كرة القدم.نت (الإنجليزية)